# Симатупанг, Иван
Иван Мартуа Локот Донган Симатупанг (индон. Iwan Martua Lokot Dongan Simatupang), более известный как Иван Симатупанг (индон. Iwan Simatupang; 18 января 1928 года, Сиболга, Северная Суматра — 4 августа 1970 года, Джакарта) — индонезийский писатель, поэт и эссеист .

## Биография
Родился 18 января 1928 года в городе Сиболга, Северная Суматра в батакской семье. Принадлежит к марге (роду) Симатупанг.
В годы Войны за независимость Индонезии (1945—1949) был командиром подразделения Студенческой армии (созданной индонезийскими властями военизированной студенческой организации) на Северной Суматре. В 1948 году был взят в плен голландцами.
В 1949 году, после окончания войны за независимость и освобождения пленных, перебрался в Медан, где окончил среднюю школу. Затем поступил в Школу врачей Нидерландской Индии в Сурабае, однако не смог её окончить.
В 1954—1956 годах изучал антропологию в нидерландском Лейденском университете. В 1957 году окончил Международный институт социальных исследований в Гааге, а в 1958 году прослушал курс философии у профессора Жана Валя в Сорбонне. После возвращения на родину работал учителем средней школы в Сурабае, был главным редактором журналов Siasat («Стратегия») и Warta Harian («Ежедневные новости») (1966—1970.

## Творчество
Творчество Ивана Симатупанга отразило влияние экзистенциализма, «нового романа» и магического реализма. Первые литературные произведения (рассказы, стихи, пьесы) были опубликованы им в журналах Siasat и Mimbar Indonesia («Кафедра Индонезии»). В 1963 году получил вторую премию журнала Sastra («Литература») за эссе «Свобода писателей и проблемы Родины» (индон. Kebebasan Pengarang dan Masalah Tanah Air) .
Свой первый роман «Ziarah»  («Паломничество») Симатупанг написал в 1960 году всего за месяц, однако опубликовал лишь в 1969 году. За этот роман писатель был в 1977 году удостоен первой литературной премии АСЕАН. Два других известных романа Симатупанга — «Merahnya Merah» («Красная краснота»; 1961, опубликован в 1968 году; Национальная литературная премия за 1970 год) и «Kering» («Сушь»; 1961, опубликован в 1972 году).
Пьесы Симатупанга «Вечер в саду» («Petang di Taman», 1966) и «Бездомные» (1968) посвящены духовным исканиям интеллигенции.
Известный специалист по Юго-Восточной Азии Бенедикт Андерсон назвал Ивана Симатупанга и Путу Виджая двумя наиболее выдающимися писателями Индонезии с момента обретения ей независимости.

## Избранные сочинения
- Bulan Bujur Sangkar (драма, 1960),
- RT Nol/RW Nol (драма, 1966)
- Petang di Taman (драма, 1966),
- Merahnya Merah (роман, 1968)
- Ziarah (роман, 1969),
- Kering (роман, 1972,
- Koong (роман, 1975; премия «Yayasan Buku Utama Departeman P dan K», 1975)
- Tegak Lurus dengan Langit (сборник рассказов, 1982; под редакцией Дами Нданду Тода[индон.])
- Sejumlah Masalah Sastra (сборник эссе, 1982; под редакцией Сатьяграхи Хурипа[индон.])
- Surat-Surat Politik Iwan Simatupang 1964—1966 (1986; под редакцией Франса М. Пареры)
- Ziarah Malam (сборник стихов, 1993; под редакцией Ойона Софьяна и С. Самсуризала Дара).